# داچیا

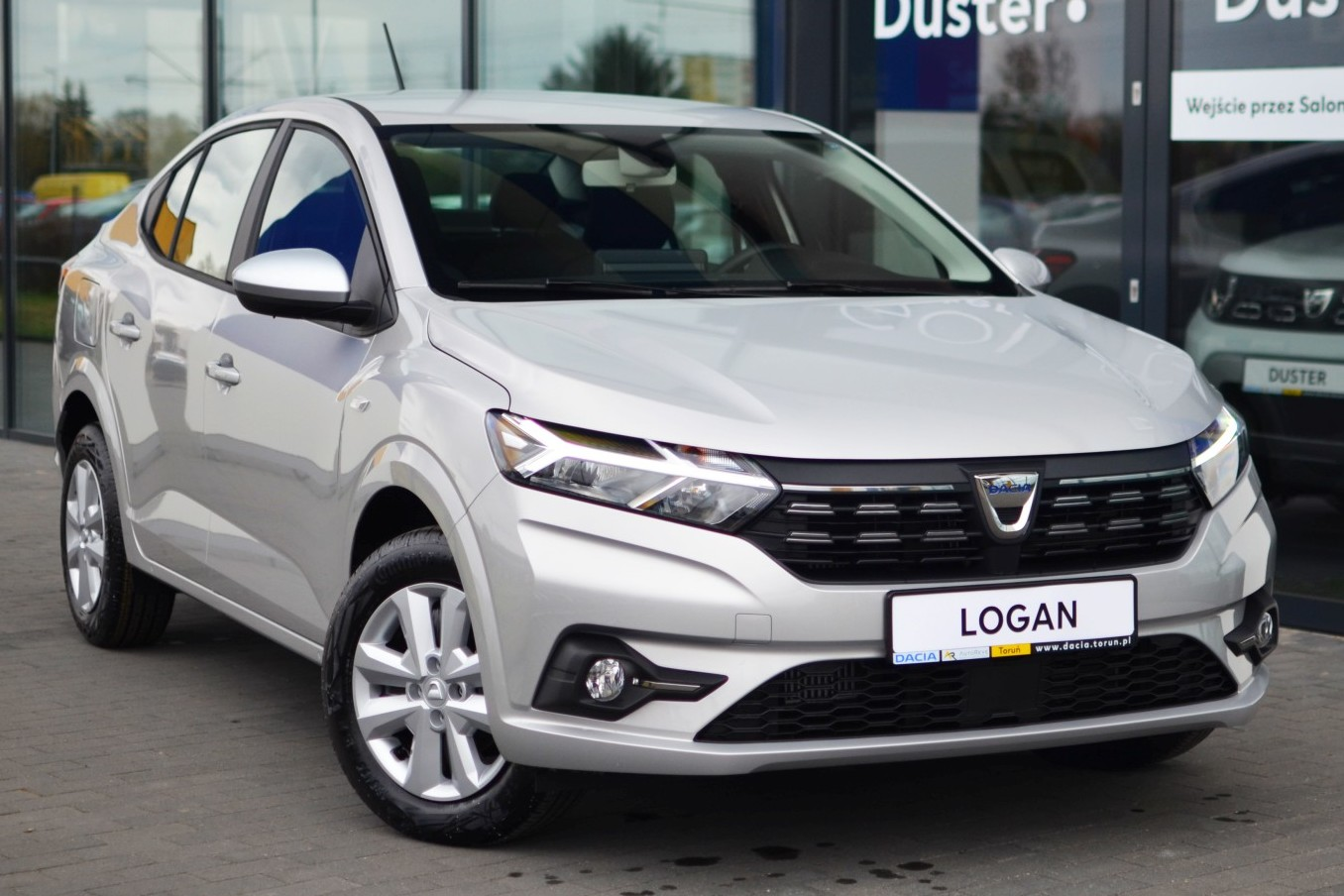
داچیا لوگان نسل سه

داچیا (به رومانیایی: Dacia) شرکت خودروسازی رومانیایی است، که به نام یک منطقه تاریخی در کشور رومانی، نامگذاری شده است.
این شرکت اکنون بخشی از شرکت فرانسوی رنو محسوب می‌شود. صادرات شرکت داچیا حدود ۱۰٪ درصد از صادرات کل کشور رومانی را تشکیل می‌دهد و از این رو اصلی‌ترین صادرکننده رومانی، به‌شمار می‌آید.

## تاریخچه
شرکت داچیا در سال ۱۹۶۶ به کمک شرکت رنو تأسیس شد و در سال ۱۹۶۸ کارخانه اصلی آن بنیان گذاشته‌شد. این شرکت نخست طرح‌های پایه مدل رنو ۱۲ را خریداری نمود و همچنین تصمیم گرفت تا مدل رنو ۸ که سپس به داچیا ۱۱۰۰ معروف شد را تحت لیسانس رنو تولید کند.
در تاریخ ۲ ژوئیه سال ۱۹۹۹ که رنو ۵۱ درصد از شرکت داچیا را به خود اختصاص داد و تاکنون که آن را به ۹۹٫۳٪ درصد رسانیده است، داچیا نقشی مهم و کلیدی را در استراتژی گروه رنو ایفا کرده‌است. مدل‌های اصلی این شرکت عادات مشتریانش را دستخوش تغییر کرده است.
داچیا رده جوانی از خودروها را به بازار عرضه نموده، خودروهای لوگان، لوگان MCV، لوگان ون، لوگان پیک آپ و ساندرو در طول پنج سال توسط این شرکت تولید گردیده‌اند. این برند به‌طور پیوسته در حال رشد است. حدوداً یک میلیون خودرو داچیا از زمان عرضه خودرو لوگان در سال ۲۰۰۴ تاکنون به فروش رسیده است، که در سال ۲۰۰۸ رشدی ۱۱٫۷٪ درصدی و در پنج ماه اول سال ۲۰۰۹ رشدی ۱۵٫۵٪ درصدی را شاهد بوده‌است. داچیا از یک برند ملی به یک برند جهانی تبدیل شده‌است که خودروهای آن در بیش از ۵۰ کشور جهان در سال ۲۰۰۹ به فروش می‌رسد.

## مشارکت‌های رنو و داچیا
- ۱۹۹۹: داچیا به گروه رنو ملحق شد.
- ۲۰۰۴-۱۹۹۹: سرمایه گذاری و مدرنیزه کردن کارخانه پیتتسکی، در رومانی
- ۲۰۰۵-۲۰۰۴: عرضه خودرو لوگان داچیا در کشورهای در حال رشد همانند رومانی و شمال غربی آفریقا
- ۲۰۰۸-۲۰۰۶: عرضه سه مدل جدید لوگان MCV، لوگان ون و لوگان پیک آپ
- ۲۰۰۸: عرضه برند داچیا اکو۲ در اکتبر سال ۲۰۰۸ در نمایشگاه خودروی پاریس به‌منظور تولید خودروهای مقرون به صرفه
- ۲۰۰۹-۲۰۰۸: تولید ساندرو و معرفی داستر که اولین خودرو مفهومی داچیا است و همچنین ساندرو استپ‌وی مدل شاسی بلند ساندرو
- ۲۰۱۳: تولید واپسین محصول این شرکت با نام داچیا لوجی

## مدل‌های تولیدشده
| Model        | ۱۹۶۸–۱۹۷۲ | ۱۹۶۹–۲۰۰۴ | ۱۹۸۶–۱۹۹۲ | ۲۰۰۴   | ۲۰۰۵    | ۲۰۰۶    | ۲۰۰۷    | ۲۰۰۸    | ۲۰۰۹    | ۲۰۱۰    | ۲۰۱۱    | ۲۰۱۲    |
| ------------ | --------- | --------- | --------- | ------ | ------- | ------- | ------- | ------- | ------- | ------- | ------- | ------- |
| رنو ۸        | ۴۴٬۰۰۰    | −         | −         | −      | −       | −       | −       | −       | −       | −       | −       | −       |
| داچیا ۱۳۰۰   | −         | ۱٬۹۵۹٬۷۳۰ | −         | −      | −       | −       | −       | −       | −       | −       | −       | −       |
| داچیا لاستون | −         | −         | ۶٬۵۳۲     | −      | −       | −       | −       | −       | −       | −       | −       | −       |
| داچیا سولنزا | −         | −         | −         | ۳۱٬۴۳۱ | ۸٬۳۵۴   | −       | −       | −       | −       | −       | −       | −       |
| داچیا پیک-آپ | −         | ۲۷۹٬۱۸۴   | −         | −      | ۲۱٬۱۶۵  | ۱۱٬۷۳۳  | −       | −       | −       | −       | −       | −       |
| تندر ۹۰      | −         | −         | −         | ۲۰٬۲۷۴ | ۱۳۴٬۸۸۷ | ۱۸۴٬۹۷۵ | ۲۳۰٬۴۷۳ | ۲۱۸٬۶۶۶ | ۱۵۸٬۲۵۱ | ۱۲۷٬۱۶۴ | ۹۵٬۴۵۲  | ۱۰۲٬۱۹۳ |
| داچیا ساندرو | −         | −         | −         | −      | −       | −       | −       | ۳۸٬۹۲۸  | ۱۵۱٬۲۰۶ | ۱۵۴٬۵۵۹ | ۸۶٬۵۷۸  | ۹۴٬۱۸۰  |
| داچیا داستر  | −         | −         | −         | −      | −       | −       | −       | −       | −       | ۶۷٬۰۰۰  | ۱۶۱٬۲۰۳ | ۱۳۱٬۲۰۵ |
| داچیا لوجی   | −         | −         | −         | −      | −       | −       | −       | −       | −       | −       | −       | ۲۹٬۱۲۹  |
| داچیا دوکر   | −         | −         | −         | −      | −       | −       | −       | −       | −       | −       | −       | ۲٬۹۲۴   |
| مجموع        | ۴۴٬۰۰۰    | ۲٬۲۳۸٬۹۱۴ | ۶٬۵۳۲     | ۹۴٬۷۲۰ | ۱۶۴٬۴۰۶ | ۱۹۶٬۷۰۸ | ۲۳۰٬۴۷۳ | ۲۵۷٬۵۹۴ | ۳۰۹٬۴۵۷ | ۳۴۸٬۷۲۳ | ۳۴۳٬۲۳۳ | ۳۵۹٬۶۳۱ |